# The Most Beautiful Girl in the World
«The Most Beautiful Girl in the World» — песня Принса. Была выпущена как сингл в 1994 году. 
Также была включена в вышедший вскоре мини-альбом (EP) The Beautiful Experience и затем в вышедший в следующем году альбом The Gold Experience.
Сингл с этой песней стал первым (и до сих пор остаётся единственным) синглом Принса, достигшим первого места в Великобритании. (Хотя написанные им песни до этого два раза были в Великобринании на 1 месте: в 1984 году «I Feel for You» в исполнении Чаки Хан и в 1990 году записанный Шинейд О’Коннор кавер на песню «Nothing Compares 2 U».
В США песня достигла 3 места в Billboard Hot 100. Сингл с ней был сертифицирован золотым по продажам в стране. В сумме в США было продано 700 тысяч экземпляров. Эта песня стала последней песней певца, попавшей в первую пятёрку в США.

## Список композиций
Сингл
1. «The Most Beautiful Girl in the World» (single edit) – 4:06
2. «Beautiful» (single edit) – 3:54

12"-й сингл (Великобритания)
1. «The Most Beautiful Girl in the World» – 4:07
2. «Beautiful» – 3:57
3. «Beautiful» (extended club version) – 6:25
4. «Beautiful Beats» – 3:30

## Чарты
| Чарт (1994)                                | Наив. поз. |
| ------------------------------------------ | ---------- |
| Австралия (Australian Singles Chart)       | 1          |
| Канада (Canadian Singles Chart)            | 6          |
| Ирландия (Irish Singles Chart)             | 4          |
| Нидерланды (Nederlandse Top 40)            | 1          |
| Новая Зеландия (New Zealand Singles Chart) | 1          |
| Швеция (Sverigetopplistan)                 | 13         |
| Швейцария                                  | 1          |
| Великобритания (UK Singles Chart)          | 1          |
| США (Billboard Hot 100)                    | 3          |
| США (Billboard Hot R&B/Hip-Hop Songs)      | 2          |
| США (Billboard Mainstream Top 40)          | 3          |
| США (Billboard Rhythmic)                   | 3          |